# اندیس آنومالی سید تاج‌الدین
آنومالی سید تاج الدین یک اندیس فلزی است که در حوالی شهر تسوج استان آذربایجان غربی قرار دارد و مادهٔ معدنی موجود در آن، طلا است.سنگ میزبان این اندیس کنگلومرا، آبرفت‌های قدیمی است و دیرینگی آن به دوران پلیوو کواترنری می‌رسد. در این اندیس، پاراژنز‌های زیرکن، پیریت، هماتیت، اپیدوت، آپاتیت و باریت یافت می‌شوند.